# 霍默 (伊利諾伊州)
霍默（英語：Homer）是位於美國伊利諾伊州尚佩恩縣的一個村落。

## 地理
霍默的座標為40°02′06″N 87°57′32″W / 40.03500°N 87.95889°W，而該地最高點為海拔高度206米（即676英尺）。

## 人口
根據2010年美國人口普查的數據，霍默的面積為2.54平方千米，當中陸地面積為2.54平方千米，而水域面積為0.00平方千米。當地共有人口1193人，而人口密度為每平方千米469人。